# 주리첸
주리첸(朱麗倩, 주여천, 주려천, 영문명(英文名) Carol Zhu, 중문 아명(中文 兒名) 주리징(朱麗卿, 주여경, 주려경), 1966년 4월 6일 ~ )은 말레이시아 태생의 홍콩 여성으로 홍콩 영화배우 유덕화(劉德華)의 부인이다. 광고 모델 활동을 하다 현재는 은퇴한 상태이다.

## 생애

### 생애 초기
말레이시아 풀라우 피낭 주 조지 타운에서 출생. 중화인민공화국 푸젠성 장저우 시 자오안 현에서 잠시 유아기를 보낸 후 말레이시아 콸라 룸푸르에서 성장했다. 중국계 말레이시아인 출신의 화교로 그녀의 친정 직계 조상이 거주했던 원적지는 중화인민공화국 푸젠성 장저우 시 자오안 현이다.

### 데뷔
- 1984년 말레이시아 신차오 미인 선발대회에서 첫 데뷔.
- 1985년 말레이시아에서 광고 모델 데뷔.

### 주요 이력
- 1986년 싱가포르에서 홍콩 영화배우 류더화(劉德華)와 첫 만남.
- 1992년 캐나다 온타리오주 오타와에서 류더화(劉德華)와 약혼.
- 1992년 약혼 이후 16년간의 우여곡절을 담은 열애 끝에 2008년 6월 23일 미국 네바다주 라스베이거스에서 류덕화(劉德華)와 결혼 후 홍콩에 귀화.
- 2012년 5월 9일, 류더화(劉德華)와의 사이에서 득녀.